# Джоузеф Танър
Джоузеф Ричард „Джо“ Танър (на английски: Joseph Richard "Joe" Tanner) е американски пилот и астронавт на НАСА, участник в четири космически полета.

## Образование
Джоузеф Танър завършва колежа Danville High School в родния си град през 1968 г. През 1973 г. се дипломира като бакалавър по инженерна механика в Университета на Илинойс.

## Военна кариера
Джоузеф Танър постъпва на редовна военна служба след дипломирането си, през 1973 г. През 1975 г. става пилот на щурмови самолет A-7 Корсар ІІ. Зачислен е в щурмова ескадрила 94 (VA-94), базирана на самолетоносача USS Coral Sea (CV-43). Завършва школа за инструктори в Пенсакола, Флорида. През 1984 г. е поканен на работа в НАСА. Назначен е за инструктор по техника на приземяване на Космическата совалка за бъдещите пилоти и по летателна подготовка с реактивен самолет Т - 38 за специалистите по полезния товар в програмата Спейс шатъл. Преди избирането му за астронавт става началник на оперативно - летателната дейност в НАСА. От 2006 до 2008 г. е главен полетен инструктор на агенцията. В кариерата си има около 9000 полетни часа на военни самолети и машини на НАСА.

## Служба в НАСА
Джоузеф Танър е избран за астронавт от НАСА на 31 март 1992 г., Астронавтска група №14. Той е взел участие в четири космически полета и има 1069 часа в космоса. Осъществява седем космически разходки с обща продължителност от 46 часа и 29 минути.

### Полети
| Космически полети на Джоузеф Ричард Танър                        | Космически полети на Джоузеф Ричард Танър | Космически полети на Джоузеф Ричард Танър | Космически полети на Джоузеф Ричард Танър | Космически полети на Джоузеф Ричард Танър | Космически полети на Джоузеф Ричард Танър | Космически полети на Джоузеф Ричард Танър |
| №                                                                | Дата                                      | КК                                        | Емблема на мисията                        | Функции                                   | Продължителност                           |                                           |
| ---------------------------------------------------------------- | ----------------------------------------- | ----------------------------------------- | ----------------------------------------- | ----------------------------------------- | ----------------------------------------- | ----------------------------------------- |
| 1                                                                | 3 ноември 1994                            | „Атлантис“, мисия STS-66                  |                                           | Специалист на мисията                     | 10 денонощия 22 часа 34 мин. 02 сек.      |                                           |
| 2                                                                | 11 февруари 1997                          | „Дискавъри“, мисия STS-82                 |                                           | Специалист на мисията                     | 9 денонощия 23 часа 38 мин. 09 сек.       |                                           |
| 3                                                                | 30 ноември 2000                           | „Индевър“, мисия STS-97                   |                                           | Специалист на мисията                     | 10 денонощия 19 часа 58 мин. 20 сек.      |                                           |
| 4                                                                | 9 септември 2006                          | „Атлантис“, мисия STS-115                 |                                           | Специалист на мисията                     | 11 денонощия 19 часа 06 мин. 35 сек.      |                                           |
| Сумарно време в космоса – 43 денонощия 13 часа 15 минути 06 сек. |                                           |                                           |                                           |                                           |                                           |                                           |

## Награди
- Медал на НАСА за изключителни заслуги;
- Медал на НАСА за участие в космически полет (4).